# Somatidia pinguis
Somatidia pinguis là một loài bọ cánh cứng trong họ Cerambycidae.